# Australski nogomet
Australski nogomet je momčadski šport koji se igra s 18 igrača u polju, a igra se na igralištu za kriket ili sličnom ovalnom igralištu, koje mora biti dugo 135-185 metara, a široko 110-150 metara. Igra se loptom jajastog oblika, ali je ona različita od one kojom se igra ragbi ili američki nogomet. Sličan je ragbiju, američkom nogometu i keltskom nogometu (Gaelic football), a koristi i neke elemente iz nogometa.
To je australski nacionalni šport, te je najpopularniji šport u Australiji uz kriket, ragbi ligu, ragbi uniju i nogomet. Nastao je u Melbourneu, odakle su i najpoznatiji klubovi, i gdje je australski nogomet najpopularniji. S vremenom se proširio i na ostatak Australije.
Osim u Australiji ovaj šport je popularan i u još nekim oceanijskim zemljama, dok je u ostatku svijeta malo popularan ili gotovo nepoznat, uz tek poneku nacionalnu ligu.

## Povijest australskog nogometa
Iako postoje zapisi da su se utakmice u gradovima igrale već od 1841., porijeklo igre je i danas tema mnogih rasprava. Ono što je sigurno jest da je prva organizirana utakmica odigrana u Melbourneu 1858. godine, a prva službena pravila napisana su 1859. godine. U početku, australski nogomet igrao se samo u saveznoj državi Viktoriji i liga se zvala VFL (Victorian football league). Tokom godina šport se proširio po cijeloj Australiji i 1989. konačno je formirana AFL (Australian football league). Trenutno se u AFL-u natječe 16 najboljih australskih klubova. Tokom sezone, klubovi se natječu unutar lige te najboljih 8 ulaze u doigravanje (playoff) za najveći događaj u AFL-u, Grand Final.
U svijetu je ovaj šport najpopularniji u Australiji, no igra se i u Južnoafričkoj Republici, Sjevernoj Americi, Aziji i Europi. Najveće reprezentativno natjecanje je International Cup koji se igra svake 3 godine u Melbourneu (sljedeći se održava 2017.).
U Europi, australski nogomet se počeo igrati u 1990-ima, a prve lige (i danas najjače) razvile su se u zemljama Ujedinjenog Kraljevstva, Danskoj i Irskoj. U početku se, zbog nedostatka adekvatnih terena, igralo s 9 igrača u ekipi, na nogometnom terenu. Danas, osnivanjem EAFE (European Australian Football Association) igra se prema izvornim pravilima, na ovalnom terenu. Najveće natjecanje u Europi jest European Championship i EU Cup. European Championship debitira 2010. godine u Kopenhagenu i Malmou i održava se svake 3 godine. EU Cup je kup-natjecanje koje se održava svake godine i igra se po prilagođenim europskim pravilima (9 igrača u ekipi). 2009. godine Hrvatska je imala čast biti domaćin EU Cupa u gradu Samoboru.

## Australski nogomet u Hrvatskoj
2005.
U Hrvatskoj prvi klub osnovan je u studenom 2005. na inicijativu Roberta Gojevića i Kolje Koračaka. Klub se zvao Zagreb Giants.
2006.
Dolaskom više igrača, klub 2006. mijenja ime u Zagreb Hawks zbog sklopljenog saveza s današnjim bratskim klubom Hawthorn Hawks (AFL). Dana 10. lipnja 2006. godine klub je na međunarodnom turniru u Beču imao svoj prvi službeni nastup natječući se u Tri-nations ligi s Austrijom i Češkom Republikom. Tokom 2006. i 2007. Zagreb Hawks osvojili su Tri-nations ligu igrajući turnire u Zagrebu, Pragu i Beču.
2007.
Osnovana je Hrvatska reprezentacija koja na ima svoj prvi nastup na CEAFL-kupu gdje u finalu gubi od reprezentacije Finske.
2008.
Godine 2008. formira se drugi klub, Kaptol Saints koji osvajaju Hrvatsku ligu. 
Hrvatska reprezentacija (Croatian Knightsi) osvaja srebro na Eu cupu u Pragu. 
U skupini su pobijedili reprezentaciju Austrije i Francuske. U četvrt finalu reprezentaciju Škotske, u polufinalu Njemačku te su izgubili u finalu od reprezentacije Engleske. U najbolji tim turnira su izabrani Tomislav Tonšetić i Renato Babić.
2009.
Godine 2009., Hrvatska je bila domaćin EU Cupa, koji se održao u Samoboru. Hrvatska reprezentacija (Croatian Knights) osvojili su brončanu medalju. U polufinalu su izgubili jedinu utakmicu na turniru, protiv Nizozemske, a zatim pobijedili Španjolsku u utakmici za treće mjesto. U idealnoj momčadi opet su se našla naša dva igrača, Tomislav Cvetko i Josip Kravar (koji je izabran i za MVP turnira).
Kaptol Saintsi su se preimenovali u Agram Power po uzoru na Port Adelaide Power (AFL).
Agram Power osvaja Hrvatsku ligu. 
2010.
Početkom 2010. osnovan je i treći klub Velika Gorica Bombers,  po uzoru na klub Essendon Bombers (AFL). Ove godine prvi put hrvatska liga kreće s tri kluba, te je osnovan i Hrvatski savez australskog nogometa  Arhivirana inačica izvorne stranice od 2. studenoga 2012. (Wayback Machine)
Godine 2010. Hrvatska reprezentacije je nastupila na Europskom prvenstvu u Kopenhagenu i Malmou gdje je osvojila peto mjesto.U skupini su pobijedili reprezentaciju Njemačke te izgubili od Irske i Švedske. Nakon skupine reprezentativci su izborili peto mjesto pobijedivši reprezentaciju Islanda. U igrače turnira su izabrani Tomislav Cvetko i Josip Kravar.
Iste godine Hrvatska reprezentacije je na Euro Cup-u u Milanu osvojila zlato pobijedivši pritom reprezentaciju Austrije, Walesa, Irske te u finalu reprezentaciju Nizozemske s golom u zadnjim sekundama. Josip Josipović je proglašen najboljim igračem finala, a u igrače turnira su izabrani Tomislav Cvetko, Josip Kravar i Matija Basic.
Agram Power osvaja Hrvatsku ligu.
Prvi put odigran Hrvatski kup. Agram Power je prvi pobjednik kupa.
2011.
Osniva se i četvrti klub Zapruđe Giants (po uzoru na W.Sydney Giantse) koji se priključuju nastupom na Hrvatskom kupu.
Hrvatska reprezentacija nastupa na Europskom kupu u Belfastu gdje je osvojila srebrenu medalju izgubivši u finalu od reprezentacije Irske. U igrače turnira su izabrani Tomislav Cvetko i Fran Tonković. S ovim rezultatom Hrvatska reprezentacija je napravila najveći niz medalja u povijesti ovog sporta u Europi.
Za reprezentaciju Europe do 21 godine (zvani European Legion) nastupaju dva hrvatska reprezentativca: Luka Čudina i Adam Lončar.
Velika Gorica Bombersi osvajaju Hrvatsku ligu. 
2012.
Zapruđe Giantsi osvajaju Hrvatsku ligu i Hrvatski kup (prvi nastup u ligi i drugi u kupu).
Hrvatska reprezentacija na Euro Cupu u Edinburgu je kao nositelj pobijedila u skupini reprezentaciju Austrije, Francuske i Švedske te ispala u četvrt finalu od reprezentacije Danske. U igrače turnira je izabran Tomislav Cvetko.
Za reprezentaciju Europe do 21 godine (zvani European Legion) i iznad 23 godine (zvani European Titans) nastupaju 4 Hrvatska reprezentativca: Zvonimir Murković, Josip Kravar, Tomislav Cvetko i Fran Tonković.
U studenom 2012 odigrana je Europe All star utakmica u kojem je tim "Islands" igrao protiv tima "Continent". "Otočani" su odnijeli pobjedu, a za "Kontinent" su odigrala tri hrvatska reprezentativca: Zvonimir Murković, Josip Kravar i Tomislav Cvetko.
2013.
14. siječnja 2013. osnovan je „Savez australskog nogometa Hrvatske“ (SANH).Velika Gorica „Bombers“ mijenjaju ime u Velika Gorica „Dockers“ te postaju bratski klub Freementle „Dockers“ (AFL). HLAN (Hrvatska liga Australskog nogometa) se nastavlja s četiri kluba: Zagreb „Hawks“, VG „Dockers“, Zapruđe „Giants“ te Styrian „Downuderdogs“ (Austrija). Ivan Marić, igrač Richmond „Tigersa“ (AFL) postaje Ambasador Hrvatske reprezentacije. Ciaran O'Hara, bivši trener reprezentacije Irske (osvojeno Europsko i Svjetsko prvenstvo) pristaje biti trener Hrvatske reprezentacije koja će nastupiti na Europskom prvenstvu u Dublinu i Europskom kupu u Bordeauxu. Organiziran je pilot projekt „Akademski klub australskog nogometa Zagreb“ koji je igrao u ožujku protiv „University of Oxford ARFC“ te kroz koji vrbuju mnoge igrače za 3 Hrvatska kluba. Hrvatska reprezentacija igrala je prijateljsku utakmicu protiv North London Lionsa (prvaci Engleske) u travnju. Hrvatska reprezentacija nastupa na Europskom prvenstvu u Dublinu i osvaja 5. mjesto. U skupini pobjeđuju Njemačku, poraženi su od Švedske za gol-razlike, te doživljavaju neočekivano težak poraz protiv Irske. Za 5. mjesto ponovno odmjeravaju snage s Njemačkom te pobjeđuju. Tomislav Cvetko je bio prvi strijelac prvenstva, a Josip Habljak i Josip Kravar su zajedno s Tomislavom izabrani u najbolji tim prvenstva. Reprezentacija također nastupa na Axios Euro cupu u Bordeauxu gdje osvaja 3. mjesto pobjedama protiv „Crusadersa“ i Finske u skupini, te pobjedom protiv Italije za 3. mjesto nakon poraza protiv Engleske u polufinalu. „Knightsi“ osvajaju još jednu u nizu medalja (1 zlato, 2 srebra, 2 bronce) te potvrđuju status među najjačim reprezentacijama europe. Zvonimir Murković je izabran u najbolji tim Euro cupa. Prvi put od osnutka Zagreb Hawksi osvajaju Hrvatsku ligu australskog nogometa te Hrvatski kup, Josip Habljak je izabran kao najbolji novak („Rookie of the year“), a Tomislav Cvetko je "Best and fairest" (MVP) prvenstva. .
2014.
Osnovan je novi klub, "Slavonski Brod Tigers", kao prvi klub izvan Zagreba. Zagreb "Hawks" osvajaju HLAN te CEAFL (Central European AFL) kao i HR KUP u listopadu 2014. Josip Habljak osvaja nagradu "Best and Fairest" (MVP sezone), a Lovre Čudina proglašen je za "Rookie of the year", najboljeg novog igrača.
Reprezentacija nastupa na Euro Kupu u Londonu gdje osvaja srebrnu medalju izgubivši od reprezentacije Danske u finalu. Josip Habljak uvršten je u najbolji tim turnira, a s ovom osvojenom medaljom hrvatska reprezentacija je postala najtrofejnija europska reprezentacija u povijesti ovog natjecanja po broju osvojenih medalja (6 medalja na 7 nastupa - 1 zlato, 3 srebra, 2 bronce)

## Natjecanja u australskom nogometu
AFL (Australian football league) http://www.afl.com.au/
Europsko prvenstvo u australskom nogometu http://www.afleurope.org/
Europski kup u australskom nogometu www.sanh.hr
Hrvatksa liga austraskog nogometa www.sanh.hr

## Poveznice
- Službena stranica Hrvatskog saveza australskog nogometa
- Web stranica kluba Zagreb Hawks  Arhivirana inačica izvorne stranice od 4. svibnja 2018. (Wayback Machine)
- Službeni AFL site
- AFL Europe
- Australian Sports Commission website
- Australian Institute of Sport AFL website  Arhivirana inačica izvorne stranice od 24. srpnja 2008. (Wayback Machine)
- www.maf.asn.au/
- Footypedia
- www.fullpointsfooty.net/

## Video
- Promo